# Червона рута (фільм)
«Червона рута» — радянський український телевізійний фільм-концерт 1971 року.

## Сюжет
У поїзді «Донецьк—Верховина» знайомляться карпатська дівчина Оксана і молодий шахтар Борис. У ролі Оксани — викладачка Чернівецького культосвітнього училища Софія Ротару. Бориса грає соліст «Смерічки» Василь Зінкевич. Хлопець і дівчина закохуються, навколо їхніх взаємин і розгортається сюжет картини. У Карпатах дороги молодих розходяться, але Борис розшукує свою прекрасну незнайомку. Закохані зустрічаються знову, і друзі запрошують їх заспівати на концерті для відпочивальників. Усі свої почуття Оксана і Борис висловлюють у піснях.

## Про фільм
У 1971 р. Софія Ротару — вже відома на Буковині виконавиця народних пісень, і коли в Карпатах почали знімати перший український мюзикл «Червона рута», саме їй дісталася головна роль. Концертний костюм, дипломна робота художниці-модельєрки Алли Дутковської, після Всесоюзних виставок став експонатом музею у м. Вижниця. І костюм, який запропонував Левко Дутковський, привезли для Ротару з Вижниці, якраз підійшов, ніби спеціально шили для неї. Простий сценарій про кохання, що несподівано спалахнуло у шахтаря Бориса до буковинської красуні Оксани, мав доповнити український колорит, який виражався в природі, костюмах і мелодійних піснях.
Вже відому в СРСР пісню «Червона рута» у фільмі виконали Василь Зінкевич, Назарій Яремчук та «Смерічка». Софія Ротару заспівала пісню «Сизокрилий птах» — італійський шлягер, майстерно перекладений українською Романом Кудликом, а ще «Намалюй мені ніч» Мирослава Скорика і «У Карпатах ходить осінь» Л. Дутківського. У фільмі, на жаль, Ротару не співає жодної пісні Володимира Івасюка. Зінкевич і Ротару разом мали теж заспівати пісню «Водограй», але чомусь фонограму не зробили. За Зінкевича це зробили соліст «Смерічки» Назарій Яремчук, а за Ротару — солістка «Смерічки» Марія Ісак. Солістка Марія Ісак з'являється серед дівчат з ансамблю «Смерічка» п'ятою на кілька секунд.
Про те, що насправді фонограму пісні «Водограй» записали солісти «Смерічки» Ісак та Яремчук, заговорили тільки через 30 років. Після виходу фільму на екрани співаки стали відомими та популярними. «Смерічку» запросили перейти на професійну сцену, але чомусь керівник Л. Дутковський, порадившись з артистами «Смерічки», вирішив не переходити до філармонії. Софія Ротару перейшла. А ось Марія Ісак перейшла пізніше в Івано-Франківську філармонію в ансамбль «Беркут». Там одружилася, народила сина і більше на сцену не виходила.

## Актори
- Софія Ротару
- Василь Зінкевич
- Володимир Івасюк
- Левко Дутківський
- Назарій Яремчук
- Раїса Кольца
- Анатолій Євдокименко
- Алла Дутковська

## Виробництво
Автори сценарію: Мирослав Скочиляс, Роман Олексів
Режисер: Роман Олексів
Звукорежисер: Василь Стріхович
У супроводі вокально-інструментальних ансамблів «Смерічка» (Вижниця), «Карпати» (Чернівці), вокального ансамблю «Росинка» і танцювального ансамблю «Еврика» (Івано-Франківськ).
1. На швидких поїздах (вірші та музика Володимира Івасюка) - Василь Зінкевич та ВІА «Росинка»
2. Нічия (Руслан Іщук — Степан Пушик) - ВІА «Росинка»
3. В руки ми берем свої дзвінкі гітари (Валерій Громцев — Віктор Кураченков) - ВІА «Карпати»
4. Мила моя (я піду в далекі гори) (вірші та музика Володимира Івасюка) - Василь Зінкевич (у кадрі), Назарій Яремчук та ВІА «Смерічка»
5. Залишені квіти (Валерій Громцев — Володимир Івасюк) - Василь Зінкевич та ВІА «Смерічка»
6. Водограй (вірші та музика Володимира Івасюка) - Назарій Яремчук, Марія Ісак та ВІА «Смерічка» (в кадрі Софія Ротару та Василь Зінкевич)
7. Незрівнянний світ краси (Левко Дутковський — Анатолій Фартушняк) - Назарій Яремчук та ВІА «Смерічка»
8. Бежит река (Едуард Колмановський — Євген Євтушенко) - Раїса Кольца та ВІА «Карпати» (рос.)
9. Танцює ансамбль «Еврика»
10. О, сизокрилий птах (Дон Баккі — український текст Романа Кудлика) - Софія Ротару та ЕМО (естрадний молодіжний ансамбль)
11. Червона рута (вірші та музика Володимира Івасюка) - Василь Зінкевич, Назарій Яремчук та ВІА «Смерічка»
12. Намалюй мені ніч (Мирослав Скорик — Микола Петренко) - Софія Ротару та ЕМО
13. Відлітають журавлі (Олександр Білаш — Валерій Гужва) - ВІА «Росинка»
14. У Карпатах ходить осінь (Левко Дутковський — Анатолій Фартушняк) - Софія Ротару та ВІА «Смерічка»
15. Листя жовкне восени (Валерій Громцев — Микола Бучко) - Співає ВІА «Росинка», акомпанує ВІА «Карпати»

Прикметно, що рута не цвіте червоним і назва "червона рута" є художнім образом, як от "цвіт папороті". Квіти рути мають жовтий колір. Однак автору пісні Володимиру Івасюку на момент написання не були відомі такі подробиці, він лише дізнався про легендарну квітку і надихнувся образом "чар-зілля". Спершу це був вірш, який Володимир присвятив коханій Оксані. Згодом текст змінився і став піснею.
Існує дві версії фільму: російська і повністю українська, крім однієї пісні.

## В культурі
- Потяг «Донецьк—Верховина» не міг існувати у реальності, оскільки смт Верховина розташоване за 31 км від залізничної станції Ворохта.
- Після появи фільму між Чернівцями та Раховом почав курсувати приміський дизель-потяг з однойменною назвою «Червона рута». Він був пофарбований в червоний колір з білою смугою на борту, внутрішнє оздоблення було виконано з дсп-панелей ніжного м'ятного кольору і дерев'яних лавок. Час в дорозі — 8 годин. В часи незалежності старі дизелі змінили насучасніші й потяг перефарбували в кольори «Укрзалізниці» — блакитний, білий та синій, внаслідок чого він втратив історичний зв'язок з фільмом. В народі цей дизель отримав назву «Раховоз» від однойменного міста Рахів на кінці маршруту.